# Schafiq Gharbal
Mohamed Schafiq Gharbal (arabisch محمد شفيق غربال, DMG Muḥammad Šafīq Ġarbāl; * 4. Januar 1894 in Alexandria; † 19. Oktober 1961 in Kairo) war ein ägyptischer Historiker. Er arbeitete als Professor an der Universität Kairo und ist der erste Ägypter, der die Position der Professur in der Abteilung für Geschichte an der Philosophischen Fakultät innehatte. Er arbeitete in einer Reihe von Ministerien. Er gründete neben dem Ägyptischen Museum auch die Ägyptische Gesellschaft für Historische Studien. Er war von 1957 bis zu seinem Tod Mitglied der Akademie der arabischen Sprache in Kairo und des Institut d’Égypte.

## Leben
Gharbal wurde in Alexandria geboren und erhielt seine Grund- und Sekundarschulbildung an der Ras al-Tin-Schule, zog dann nach Kairo und besuchte die Higher Teachers School und ging dann nach England, um sein Studium an der University of Liverpool während des Ersten Weltkriegs abzuschließen. Seine Masterarbeit wurde von dem berühmten britischen Historiker Arnold J. Toynbee betreut.
1951 wurde er in ein Komitee von 12 Historikern der als UNESCO-Berater in Fragen der Weltgeschichte ausgewählt. Er beaufsichtigte auch die einfache arabische Enzyklopädie und starb, bevor sie veröffentlicht wurde nach kurzer Krankheitszeit in Kairo.